# Biosphärenreservat Südost-Rügen

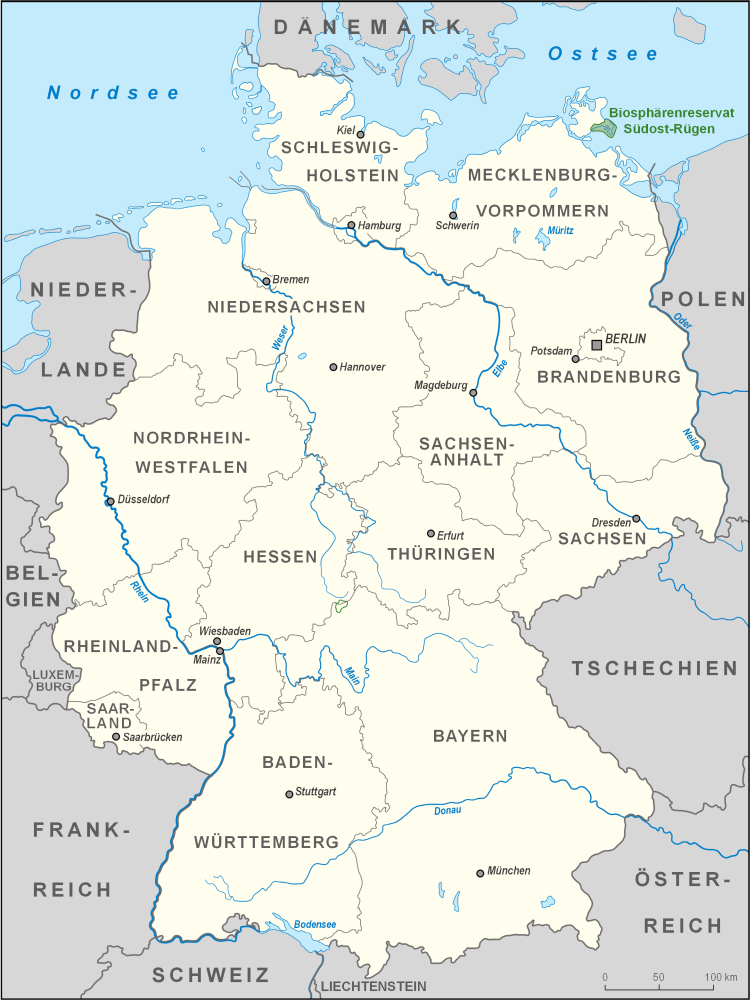
Lage des Biosphärenreservats Südost-Rügen

Logo des Biosphärenreservats

Das Biosphärenreservat Südost-Rügen ist ein Biosphärenreservat im deutschen Bundesland Mecklenburg-Vorpommern, das den Südosten der Insel Rügen (einschließlich Granitz und Mönchgut), die Boddengewässer (Rügischer Bodden) zwischen Putbus und Thiessow, die Außenküsten zwischen Thiessow und Binz sowie die Insel Vilm umfasst.
Im Biosphärenreservat finden sich alle Landschafts- und Küstenformen des mecklenburg-vorpommerschen Küstenraumes auf kleinstem Raum. Tief ineinander verzahnt ist hier das Land mit dem Meer. Einerseits werden Halbinseln und Küstenvorsprünge durch schmale Landstreifen miteinander verbunden, andererseits werden sie voneinander durch Bodden und Wieken getrennt. Hier findet man feinsandige, breite Sandstrände und schroffe Steilküsten, an deren Klifffüßen sich imposante Blockstrände befinden. Breite Schilfgürtel säumen die Ufer. Buchenwälder oder Magerrasen prägen Endmoränenstandorte und Wiesen und Weiden die nacheiszeitlich entstandenen Niederungen. An kulturellen Besonderheiten gibt es beispielsweise Großsteingräber der Jungsteinzeit, bronzezeitliche Hügelgräber, mittelalterliche Kirchen und Dorfstrukturen und die Bäderarchitektur bis in die Moderne.
Es wurde 1990 im Rahmen des Nationalparkprogramms der DDR zum Biosphärenreservat erklärt.
- Fläche: 228 km²
- Artenreichtum (unter anderem)
  - Große Bedeutung als Rast- und Brutrevier für Zugvögel. Hauptsächlich verschiedene Gänsearten (Grau-, Waldsaat- und Blässgans)
  - Bienenarten: z. B. Pelz-, Furchen- und Kegelbienen, Gold- und Faltenwespen
  - Seegras-, Rot- und Grünalgenbestände in den küstennahen Bereichen des Greifswalder Boddens sind Laichgebiet der Ostseeheringe

Zum Biosphärenreservat gehören mehrere Kernzonen (Totalreservate). Hierzu gehört auch das Gebiet des in der Granitz gelegenen Schwarzen Sees sowie die Insel Vilm und Teile der Halbinseln Mönchgut und Zicker. Die Insel Vilm gehört zu den von der European Wilderness Society zertifizierten WILDIsland-Gebieten.
Von 1995 bis 2009 erhielt das Biosphärenreservat Unterstützung im Rahmen des Naturschutzgroßprojektes Ostrügensche Boddenlandschaft, das im Mai 2009 abgeschlossen wurde.
Da ein Biosphärenreservat mindestens 30.000 Hektar umfassen muss, wird, nach Feststellung dieses Mangels durch die UNESCO-Evaluierung 2005, an einer Gebietsvergrößerung rund um den Jasmunder Bodden gearbeitet.
Seit 2008 wird ein Pflege- und Entwicklungsplan erarbeitet.

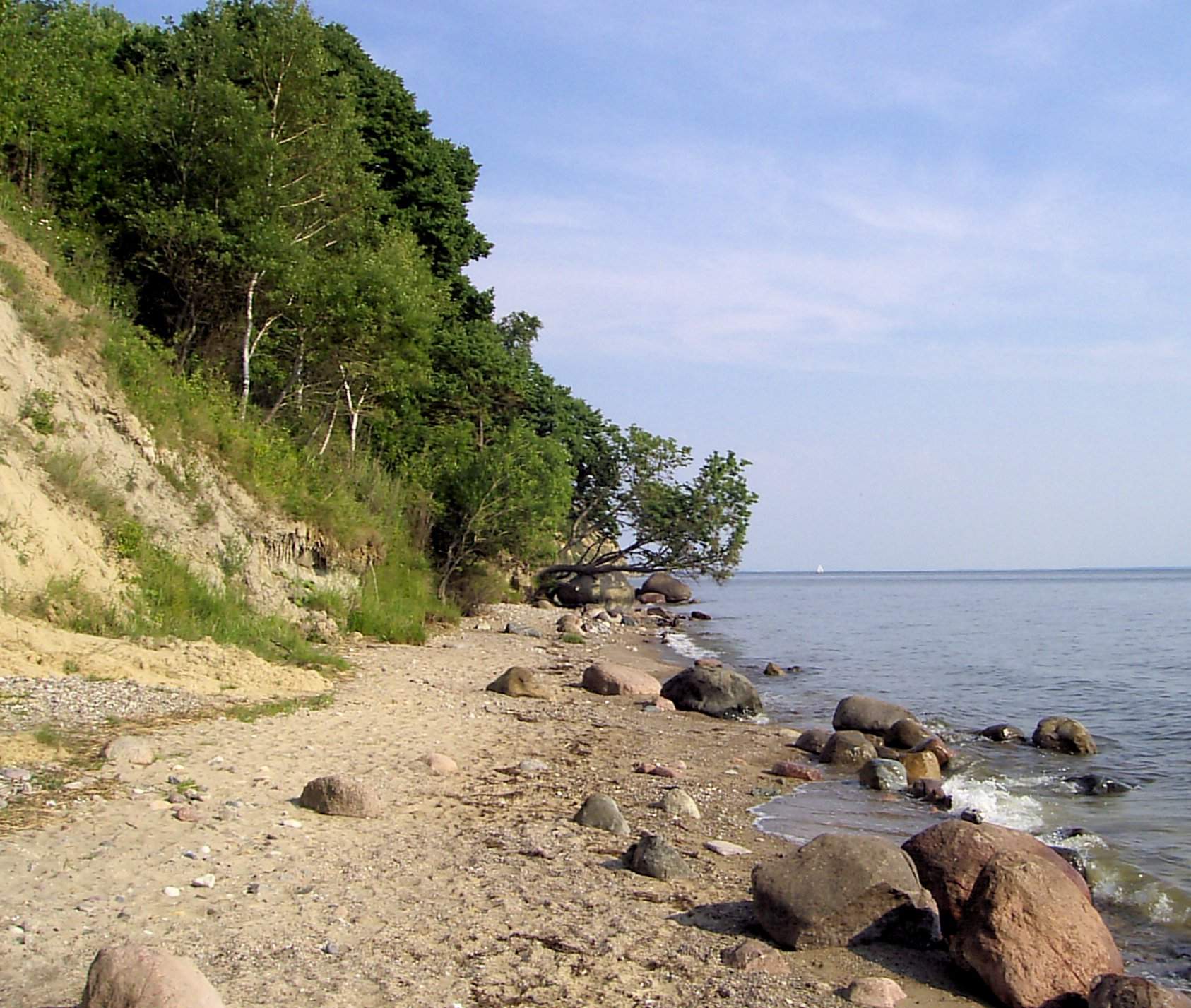
Boddenküste bei Groß-Zicker (Mönchgut)

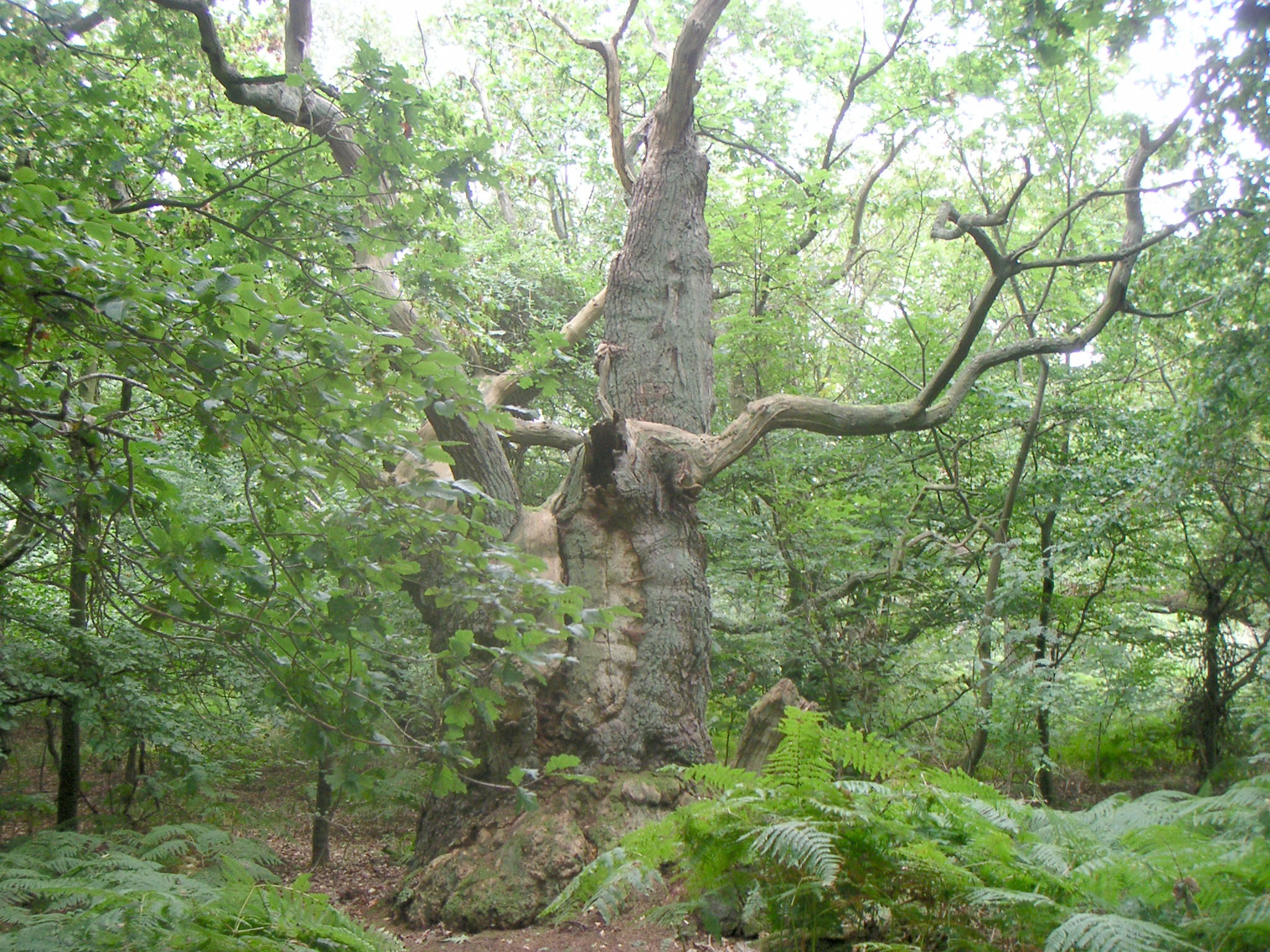
Kernzone auf Insel Vilm

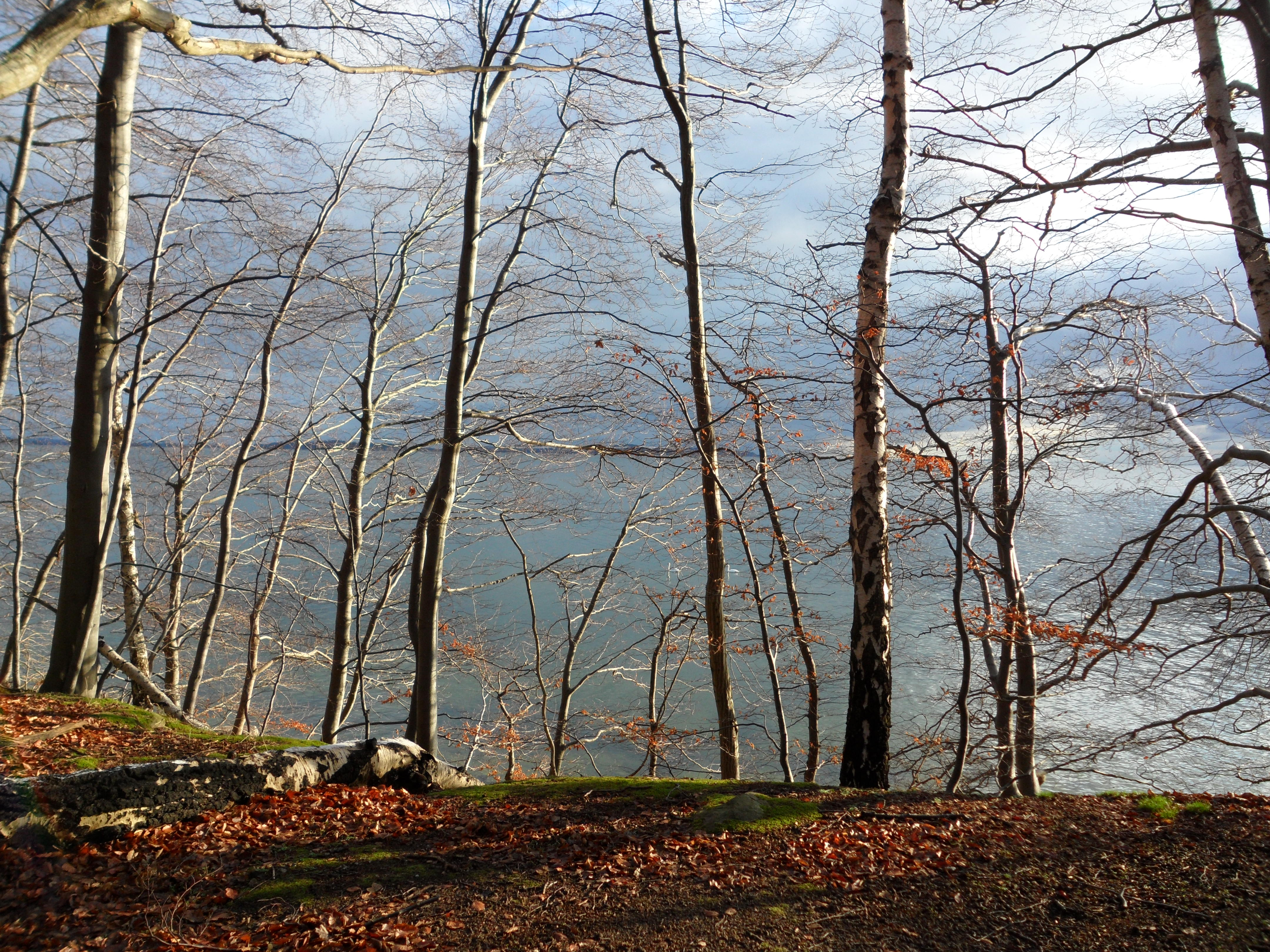
Wald an der Steilküste auf Vilm

## Naturschutzgebiete
Die sieben Naturschutzgebiete umfassen eine Fläche von 4084 Hektar.
- Goor-Muglitz (142 ha)
- Granitz (1162 ha)
- Insel Vilm (171 ha)
- Mönchgut (2320 ha)
- Neuensiener und Selliner See (213 ha)
- Quellsumpf Ziegensteine bei Groß Stresow (4 ha)
- Wreechener See (72 ha)

## Entstehung
Rügen ist, erdgeschichtlich betrachtet, eine sehr junge Insel, deren Küstenlinie sich auch heute noch ständig verändert. Für die Entstehung von Rügen waren im Wesentlichen die Gletscher der Weichsel-Eiszeit ausschlaggebend, die von Skandinavien nach Süden vordrangen. Vor etwa 10.000 Jahren, nachdem das letzte Eis der Weichsel-Eiszeit abgeschmolzen war und die Ostsee dadurch einen erheblich höheren Wasserstand aufwies als heute, ragten einzelne Inselgruppen, bestehend aus den Inseln Wittow, Jasmund, Mönchgut und Granitz, aus der Ostsee empor.
Die Halbinsel Mönchgut wurde durch diese Gletschervorstöße und die anschließende Entwicklung der Ostsee mit ihren küstendynamischen Prozessen (Wind und Wasser) geformt. Während im Raum der heutigen Boddengewässer und Nehrungen noch große Toteisblöcke lagen, wurden dazwischenliegende Spalten mit Schmelzwassersanden unterschiedlicher Mächtigkeit gefüllt. Nehrungen sind weit geschwungene, schmale, meistens sandige Landstreifen, die einen flacheren Teil des Meeres vom offenen Wasser abtrennen.
„Spaltenfüllungen“ blieben nach dem Abschmelzen des Eises als Vollformen zurück. Im Wesentlichen bestehen diese heutigen, mehr oder weniger langgestreckten Hügelketten aus geschichteten feinkörnigen Sanden. Die Sande sind häufig von einer geringmächtigen Moräne lückenhaft bedeckt. Geschiebemergel hat sich in unregelmäßigen Abständen in den liegenden Feinsand aufgepresst.
Geschiebemergel ist ein als Grundmoräne abgelagertes, umgeschichtetes und mit Blöcken und Geschieben versetztes Sediment. Dieser Geschiebemergel ist in der Regel kalkhaltig. Heute ist das Mönchgut durch einen charakteristischen Wechsel von reliefreichen Inselkernen und Nehrungen geprägt.
Beispielsweise ist der „Bakenberg“ mit 66 m die höchste Erhebung des Inselkerns. Mit 43–45 m weisen das Nordperd und das Zickersche Höft die höchsten Kliffs des Gebietes auf. Natürliche Fließgewässer fehlen ganz. Kleinflächig finden sich kleine Durchströmungsmoore und auf Groß Zicker auch Hangquellmoore.

## Typische Tiere und Pflanzen
- Weide-Magerrasen: Wiesen-Schlüsselblume (Primula veris), Pechnelke (Silene viscaria), Schwalbenschwanz
- Steppen-Trockenrasen: Berg-Haarstrang (Peucedanum oreoselinum), Pfirsichblättrige Glockenblume (Campanula persicifolia), Heidelerche
- Enzian-Schillergrasrasen: Zierliches Schillergras (Koeleria macrantha), Steifer Augentrost (Euphrasia stricta), Westliche Beißschrecke (Platycleis albopunctata)

## Abiotische Umweltfaktoren
- Wasser: Das Biosphärenreservat liegt im Regenschatten, deshalb ist das Gebiet das niederschlagsärmste in ganz Deutschland. Dadurch sind die Pflanzen langen Trockenperioden ausgesetzt.
- Licht: Auf der Halbinsel Mönchgut scheint nach Messungen ca. 1900 Stunden im Jahr die Sonne, so viel wie nirgendwo anders in Deutschland. Demzufolge wird der Prozess der Photosynthese begünstigt.
- Boden: Der Untergrund des Biosphärenreservats besteht aus kalkhaltigem Geschiebemergel. Deswegen weist der Boden dort einen hohen Kalkgehalt auf und ist trocken und nährstoffarm.